# Thimister-Clermont
Thimister-Clermont é um município da Bélgica localizado no distrito de Verviers, província de Liège, região da Valônia.